# وارد ویلسون
وارد ویلسون (انگلیسی: Ward Wilson؛ مدیر مؤسسه بازنگری پروژه سلاح‌های اتمی در شورای اطلاع‌رسانی امنیت آمریکایی انگلیسی است. ویلسون بیشتر بخاطر استدلال خود مبنی بر اینکه بمباران اتمی هیروشیما و ناگاساکی ژاپن را مجبور به تسلیم نکرده‌است شهرت دارد.
وارد ویلسون در آثار خود و از جمله در تازه‌ترین مقاله تحقیقی بلندش در فارین پالیسی، از یک سو به این واقعیت اشاره می‌کند که بنابر آمار رسمی تا فروافتادن بمب اتمی بر هیروشیما، ۶۸ شهر دیگر ژاپن هم آماج حملات وسیع و نابودکننده بمب‌های متعارف آمریکا قرار گرفته بودند و ۳۷۰ هزار کشته، ۷۵۰ هزار مجروح و آوارگی یک میلیون و هفتصد هزار نفر هم بیلان جنگ برای ژاپن تا آن زمان بود. او نتیجه می‌گیرد که قربانیان بمباران اتمی هیروشیما و ناگاساکی (به ترتیب ۶ و ۹ اوت ۱۹۴۵ به وقت ژاپن) که ابعاد دقیقشان دیرتر و بعد از اعلان تسلیم ژاپن مشخص شد در قیاس با این آمار چندان تفاوت فاحشی ندارند. نتیجه‌گیری ویلسون با اشاره به برخی دلایل دیگر این است که نه لزوماً بمب‌های اتمی، بلکه تحولات در عرصه سیاسی و به‌خصوص اعلان جنگ شوروی به ژاپن و تهاجم نظامی شوروی به منچوری در (۹ اوت ۱۹۴۵ به وقت ژاپن) محرک اصلی این کشور در تسلیم بوده‌است.